# Адальберон II (епископ Меца)
Адальберон II (Адальберо II; фр. Adalbéron II, нем. Adalbero II; ок. 958—14 декабря 1005, Мец) — епископ Вердена в 984 году, епископ Меца с 984 года; второй сын герцога Верхней Лотарингии Фридриха I и Беатрисы Французской, дочери герцога Франции Гуго Великого.

## Биография
Адальберон был избран для духовной карьеры. Воспитывался в монастыре в лотарингском Горзе.
В 984 году во время мятежа Генриха II Строптивого, герцога Баварии, Адальберон по инициативе своей матери временно исполнял обязанности епископа Вердена. Однако епископство было бедное и беспокойное, поэтому, узнав о смерти 7 октября того же года епископа Меца Тьерри (Дитриха) I, Адальберон отказался от Вердена и добился назначения 16 октября епископом более благополучной Мецской епархии.
Адальберон содействовал монастырской реформе в Лотарингии под влиянием монастыря Клюни. Он также основал в Меце монастырь Святого Симфориана.
В 1004—1005 годах он поддержал императора Генриха II, выступив противником близкородственного брака герцога Каринтии Конрада.